# Jednostka spalinowa Hamburg
Jednostka spalinowa Hamburg – niemiecki spalinowy zespół trakcyjny produkowany w latach 1935-1936 dla kolei niemieckich. Wyprodukowanych zostało 13 zespołów wagonowych eksploatowanych do prowadzenia ekspresowych pociągów pasażerskich. Zespoły wagonowe pomalowano na kolor kości słoniowej oraz fioletowy. Wagony dodatkowo zostały wyposażone w komfortowe siedzenia pierwszej klasy. Po drugiej wojnie światowej wagonowe składy były eksploatowane przez koleje wschodnioniemieckie pomalowane na kolor kości słoniowej oraz bordowy. Kilka składów eksploatowanych było przez koleje zachodnioniemieckie w czerwonym malowaniu do prowadzenia ekspresowych pociągów pasażerskich. Niektóre zespoły wagonowe były eksploatowane dodatkowo przez koleje czechosłowackie. Jeden zestaw został zachowany jako eksponat zabytkowy. 